# Runjin (sockenhuvudort i Kina, Heilongjiang Sheng, lat 47,95, long 126,28)
Runjin (kinesiska: 润津, 润津乡) är en sockenhuvudort i Kina. Den ligger i provinsen Heilongjiang, i den nordöstra delen av landet, omkring 250 kilometer norr om provinshuvudstaden Harbin. Antalet invånare är 32 666. Befolkningen består av 16 660 kvinnor och 16 006 män. Barn under 15 år utgör 16,0 %, vuxna 15-64 år 78 %, och äldre över 65 år 5,0 %.
Runt Runjin är det ganska tätbefolkat, med 124 invånare per kvadratkilometer. Runjin är det största samhället i trakten. Trakten runt Runjin består till största delen av jordbruksmark.
Genomsnittlig årsnederbörd är 900 millimeter. Den regnigaste månaden är juli, med i genomsnitt 278 mm nederbörd, och den torraste är januari, med 6 mm nederbörd.